# Ogna
Ogna är en tätort och kyrkby i Hå kommun i Rogaland fylke i sydvästra Norge. Orten ligger vid fylkesväg 44 och Jærbanan, på norra sidan av Ognaelva. Här finns Ogna kyrka.
Orten utgjorde tidigare centralort i dåvarande Ogna kommun.

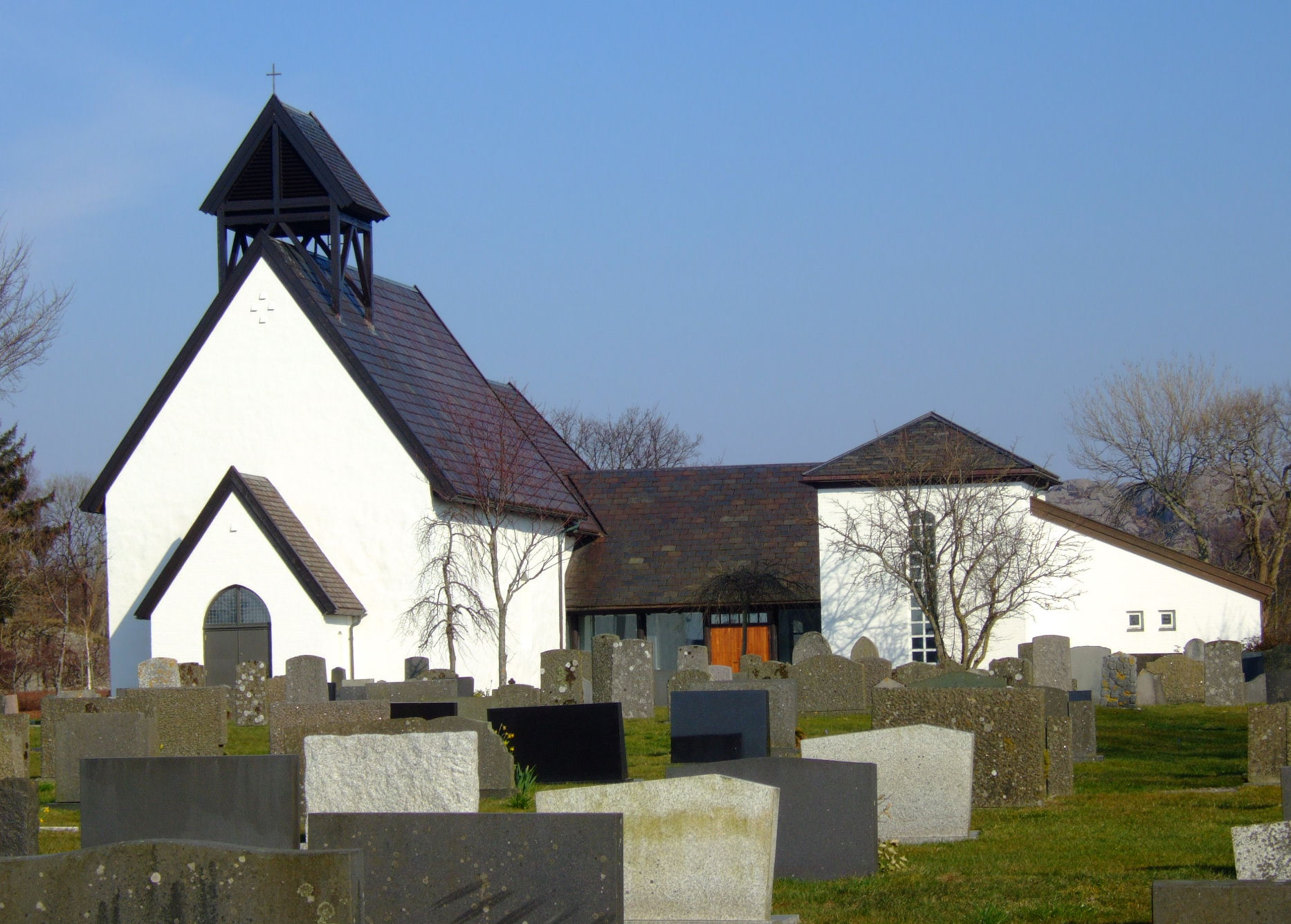
Ogna kyrka.